# 玛迪·格林
玛迪·格林（英語：Maddy Green，1992年10月20日—），生于奥克兰，新西兰女子板球运动员。她曾代表新西兰国家队参加2022年英联邦运动会板球比赛，获得一枚铜牌。